# Eulimnichus visendus
Eulimnichus visendus är en skalbaggsart som beskrevs av Wooldridge 1979. Eulimnichus visendus ingår i släktet Eulimnichus och familjen lerstrandbaggar. Inga underarter finns listade i Catalogue of Life.